# Nghi Thái
Nghi Thái là một xã thuộc thành phố Vinh, tỉnh Nghệ An, Việt Nam.

## Địa lý
Xã Nghi Thái có vị trí địa lý:
- Phía bắc giáp xã Nghi Phong
- Phía đông bắc và bắc giáp xã Nghi Xuân và Phúc Thọ
- Phía tây và nam giáp xã Hưng Hoà và Hưng Lộc.

Theo thống kê năm 2015, xã có diện tích 10 km², dân số là 9.200 người, mật độ dân số đạt 920 người/km².

## Hành chính
Xã Nghi Thái được chia thành 11 xóm.Bộ phận hành chính mỗi xóm sẽ có trưởng thôn điều hành

## Văn hóa
Đây là nơi có lễ hội chọi trâu lớn nhất vùng Bắc Trung Bộ.